# Джовани де Медичи
Вижте пояснителната страница за други личности с името Джовани де Медичи.
Джовàни ди Пиерфранчèско де Мèдичи, от 1494 г. наречен Джовани ил Пополано (на италиански: Giovanni di Pierfrancesco de’ Medici; Il Popolano; * 21 октомври 1467, Флоренция, Флорентинска република; † 14 септември 1498, Сан Пиеро ин Баньо), член на по-младата линия на Медичите – Пополано, е флорентински аристократ, политически деятел на Флорентинската република. Баща е на известния кондотиер Джовани дале Банде Нере.

## Произход
Джовани е второроден син на Пиерфранческо де Медичи Стари (* 1415 или 1430, † 1476), флорентински банкер и политик, и на съпругата му Лаудомия ди Ачайоли († 1482). Негови баба и дядо по бащина линия са Лоренцо Стари, банкер, и Джиневра дей Кавалканти, а по майчина – флорентинският дипломат и политик Аньоло Ачайоли, политически съюзник на Джовани ди Бичи де Медичи, и Сарачина Джакомини-Тебалдучи. Фамилията на майка му, клон на Ачайоли, управлява от 1388 до 1460 г. в Атинското херцогство. Има един брат:
- Лоренцо ил Пополано (* 1463, † 1503), банкер, дипломат, политически деятел на Флорентинската република, меценат, съпруг на Семирамида Д'Апиано Д'Арагона.

## Биография

### Начални години
Малко преди смъртта си баща му нарежда в завещание братята Лоренцо Великолепни и Джулиано де Медичи от старата линия на Медичите – Кафаджоло да поемат опекунството над малолетните му синове. След като губи баща си едва на 8-годишна възраст през 1476 г., Джовани с брат му Лоренцо минава под опеката на братовчед си Лоренцо Великолепни, 18 години по-възрастен от него и по онова време господар на Флоренция. Лоренцо отглежда двамата братя заедно с децата си и им осигурява културно образование, с учители с голям престиж като поета Налдо Налди, философа Марсилио Фичино и писателя Анджело Полициано. Така двамата братя развиват страст към класическите изследвания и към книгите, до степен че те имат голяма библиотека, пълна с ръкописи и илюстрирани ръкописи.

### Конфликт с Лоренцо Великолепни
През май-септември 1478 г. Лоренцо Великолепни, без да информира Лоренцо и Джовани, тегли от наследството, оставено му от баща им, сумата от 53 643 флорина, за да спаси от фалит клона на банката на Медичите в Рим, който е провокиран от Заговора на Паци. Навършвайки пълнолетие, брат му Лоренцо и самият той поискват наследството си от Лоренцо Великолепни. Последният е принуден да се подчини на арбитраж и на 22 ноември 1485 г. като компенсация да прехвърли на братовчедите си Вила на Медичите (Кафаджоло)вилата в Кафаджоло и семейните притежания в долината Муджело в размер на 30 хил. дуката. И двете страни обаче не са доволни от решението. Все пак мирът с основния клон на семейството изглежда възстановен, поне до смъртта на Лоренцо Великолепни на 8 април 1492 г.
През 1487 г. Лоренцо Великолепни сгодява дъщеря си Луиза с Джовани, но тя умира след няколко месеца.

### Второ прогонване на Медичите
След смъртта на техния опекун на 8 април 1492 г. Лоренцо и Джовани се обявяват против новия владетел на Флоренция Пиеро II Злочестия, син на Лоренцо Великолепни. През април 1494 г. във Вилата в Кафаджоло той и брат му Лоренцо се срещат с пратеника на френския крал Шарл VIII, противник на Пиеро Злочестия. По заповед на Пиеро Злочестия братята са арестувани и хвърлени в затвора в Двореца на Синьорията. По време на разпита те потвърждават, че са васали на френския крал. Лоренцо и Джовани са осъдени на доживотен затвор и конфискация на имуществото. Въпреки това, не желаейки да влошава отношенията с Париж, Флоренция заменя присъдата с изпращане на двамата братя в имението в Муджело. През май 1494 г. те са изведени извън града във Вила Кастело.
Когато през октомври 1494 г. крал Шарл VIII влиза в Миланското херцогство, Лоренцо и Джовани се присъединяват към него и се завръщат с него във Флоренция през ноември същата година. Пиеро Злочестият бяга. За да подчертаят своята привързаност към републиканското управление на Джироламо Савонарола и за да се дистанцират от по-стария клон на Дом Медичи, той и брат му Джовани приемат псевдонима Пополано, което означава „народен“ на италиански.
Шарл VIII номинира Джовани за Maître d’Hôtel и му дава добра рента. Джовани се оттегля в своите имоти и иска да бъде далече от републиканската политика. Той се грижи за своя бизнес в Романя и става меценат на художника Сандро Ботичели.

### Брак и смърт
През 1496 г. като посланик на Флорентинската република Джовани ил Пополано, пристига в двора на Катерина Сфорца. Републиканското правителство е назначило Джовани за посланик във Форли и за комисар на всички владения в Романя на Флоренция. Малко след като отдава почит на графинята като посланик, Джовани е настанен с целия си антураж в апартаментите, съседни на тези на Катерина в крепостта Равалдино – нейната резиденция след смъртта на първия ѝ съпруг Джироламо Риарио. Слуховете за евентуален брак между Джовани и Катерина и за това, че синът ѝ Отавиано Риарио е подписал договор за кондотиерство с Флоренция, заплашена от венецианците, тревожат всички принцове на свещената лига на папа Сикст IV, а също и Херцога на Милано. На 6 януари 1483 г. папата е основал свещената лига заедно с Есте, Сфорца, Гондзага и Медичи срещу Венцианската република. В лигата участва и Неаполитанското кралство, срещу което папата воюва предходната година.
Катерина не може да запази в тайна този трети свой брак от чичо си Лудовико Мария Сфорца, херцог на Милано. Тя получава неговото одобрение и това на децата си. Бракът е сключен през септември 1497 г. и от него се ражда син, кръстен Лудовико в чест на херцога на Милано, но впоследствие известен като Джовани дале Банде Нере, станал известен кондотиер.
Междувременно положението между Флоренция и Венеция се влошава и Катерина, която винаги се е намирала на пътя на армиите, се подготвя за защита. Тя също праща на помощ във Флоренция контингент рицари, воден от най-големия ѝ син, придружаван от доверени мъже, които самата тя е инструктирала, и от Джовани. Джовани обаче се разболява сериозно и трябва да напусне бойното поле, за да отиде във Форли. Там въпреки лечението състоянието му се влошава и той е преместен в Сан Пиеро ин Баньо, където се надява на чудотворните води. Джовани умира на 14 септември 1498 г. на 30-годишна възраст в присъствието на Катерина, която е повикана да отиде при него спешно. Техният брачен съюз дава началото на династичната линия на великите херцози на Тоскана, която изчезва с Анна Мария Луиза през 1743 г.

## Брак и потомство
∞ септември 1497 за Катерина Сфорца (* 1463; † 20 май 1509), господарка на Имола и графиня на Форли, извънбрачна дъщеря на Галеацо Мария Сфорца, херцог на Милано, и на Лукреция Ландриани, от която има един син:
- Лудовико де Медичи, познат като Джовани дале Банде Нере (* 6 април 1498, Форли; † 30 ноември 1526, Мантуа), последният от великите италиански кондотиери, баща на първия велик херцог на Тоскана Козимо I Медичи.